# 忏悔正慧大师灵塔
忏悔正慧大师灵塔位于北京市房山区张坊镇小学校操场的北面，是一座石制八角形经幢式塔。

## 历史
正慧大师姓齐，河北省永清县人。幼年时脱俗尘而出家，以燕京天王寺（现在的天宁寺）三藏为师，又拜永泰寺司徒疏主大师为师。正慧大师一生遍济穷人，为人们所尊敬。正慧大师75岁时请命放度，到张坊镇中得长方村居住，于辽天庆六年（1116年）正月二十六日去世。火化后得灵骨舍利，分为七份各建一塔供奉。
忏悔正慧大师灵塔原为于一个土岗之上，后来村民在此大量挖土使塔孤立摇摇欲坠，后来文物局拨款加固塔基，才保障了塔的安全。1984年9月6日，被房山区人民政府定为房山区文物保护单位。

## 建筑
塔基为一八角形须弥座，枋上每面雕有一直奔跑回望的狮子，束腰每面雕有一只“镇墓兽”，这些镇墓兽造型奇特，在一般墓塔上并不多见。须弥座上有花卉的图案。
塔台为八角形的三层仰莲花瓣，中间立有塔身。塔身为八角形，正面朝南，正面刻着“奉为先师大师特建佛顶尊胜密言灵塔”，下面线雕有梵文的符号、莲花和塔门。其余各面镌刻着塔铭和《佛顶尊胜陀罗尼经》。
塔身之上是五层石雕仿木密檐，塔檐顶上是仰莲云朵式塔刹，中间为一个葫芦式塔刹顶。